# Hyaleucerea manicorensis
Hyaleucerea manicorensis är en fjärilsart som beskrevs av Rego Barros 1971. Hyaleucerea manicorensis ingår i släktet Hyaleucerea och familjen björnspinnare. Inga underarter finns listade i Catalogue of Life.